# Lądowisko Gdańsk-Zaspa
Lądowisko Gdańsk-Zaspa – lądowisko sanitarne w Gdańsku, w województwie pomorskim, przy al. Jana Pawła II 50. Przeznaczone jest do wykonywania startów i lądowań śmigłowców sanitarnych oraz ratowniczych w dzień i w nocy, o dopuszczalnej masie startowej do 5700 kg.
Zarządzającym lądowiskiem jest Szpital Specjalistyczny im. św. Wojciecha Samodzielny Publiczny Zakład Opieki Zdrowotnej w Gdańsku. W 2011 roku zostało wpisane do ewidencji lądowisk Urzędu Lotnictwa Cywilnego pod numerem 85.
Koszt budowy lądowiska wyniósł ponad milion złotych.